# Nederlandse kampioenschappen schaatsen afstanden 2019 - 1000 meter vrouwen
De 1000 meter vrouwen op de Nederlandse kampioenschappen schaatsen afstanden 2019 werd gereden op zondag 30 december 2018 in ijsstadion Thialf in Heerenveen. 
Titelverdedigster was Jorien ter Mors, zij werd opgevolgd door Ireen Wüst.

## Uitslag
| #      | Schaatser            | tijd    |
| ------ | -------------------- | ------- |
| Goud   | Ireen Wüst           | 1.14,86 |
| Zilver | Antoinette de Jong   | 1.15,27 |
| Brons  | Jutta Leerdam        | 1.15,31 |
| 4      | Sanneke de Neeling   | 1.15,42 |
| 5      | Letitia de Jong      | 1.15,56 |
| 6      | Lotte van Beek       | 1.15,62 |
| 7      | Janine Smit          | 1.16,39 |
| 8      | Femke Kok            | 1.16,46 |
| 9      | Elisa Dul            | 1.16,59 |
| 10     | Joy Beune            | 1.16,63 |
| 11     | Sanne van der Schaar | 1.16,95 |
| 12     | Roxanne van Hemert   | 1.17,10 |
| 13     | Suzanne Schulting    | 1.17,15 |
| 14     | Isabelle van Elst    | 1.17,31 |
| 15     | Helga Drost          | 1.17,32 |
| 16     | Femke Beuling        | 1.17,34 |
| 17     | Tessa Boogaard       | 1.17,71 |
| 18     | Robin Groot          | 1.17,97 |
| 19     | Aveline Hijlkema     | 1.18,12 |
| 20     | Michelle de Jong     | 1.18,35 |
| 21     | Bo van der Werff     | 1.18,87 |
| 22     | Maud Lugters         | 1.18,91 |
| 23     | Leeyen Harteveld     | 1.18,93 |
| DQ     | Anouk Sanders        | –       |

Uitslag
1987 · 
1988 · 
1989 · 
1990 · 
1991 · 
1992 · 
1993 · 
1994 · 
1995 · 
1996 · 
1997 · 
1998 · 
1999 · 
2000 · 
2001 · 
2002 · 
2003 · 
2004 · 
2005 · 
2006 · 
2007 · 
2008 · 
2009 · 
2010 · 
2011 · 
2012 · 
2013 · 
2014 · 
2015 · 
2016 · 
2017 · 
2018 · 
2019 · 
2020 · 
2021 · 
2022 · 
2023 · 
2024 · 
2025